# BM-13 多管火箭炮
BM-13 多管火箭炮，俗稱「喀秋莎」（羅馬化：Katyusha），是第一種被蘇聯於第二次世界大戰大規模生產、投入使用的自走火箭炮。相較於常規火炮，這些多管火箭炮雖比其他火砲來的脆弱、準確度較低且裝彈時間較長，但能迅速地將大量的炸藥傾瀉於目標地、機動性較強、價格低廉、且易於生產。二戰中，喀秋莎成為了第一種蘇聯大量生產的自走砲，並常將其裝載於卡車上。和其他自走砲相比，這樣的機動性為喀秋莎帶來其他的優勢：能一次投注大量火力，並在遭到反擊前迅速離開。其火箭發射車為ZiS-5、ZiS-6、GAZ-AA卡车、T-60轻型坦克等，也能夠兼容租借法案中美國援助的US-6卡车，甚至是少量美援的雪佛蘭G7100及福特-馬蒙·夏靈頓HH6-COE4等。
這種火箭炮的發射架上標着字母，這是沃罗涅日共產國際工廠（现名沃罗涅日挖掘机厂）出廠時的標記，即是俄文單詞共產國際（Коминтерн）的第一個字母。由於火箭炮这种新型武器當時嚴格保密，紅軍戰士也不知道它的正式名稱，就根據這個字母以當時一首膾炙人口的戰爭歌曲為其冠名，此俗稱迅速在紅軍內部傳播普及。德軍則稱之為「史太林風琴」（德語：Stalinorgel）。
二戰的喀秋莎武器包括BM-13火箭砲、輕型的BM-8和重型的BM-31。至今，喀秋莎之名仍被用於較為新式的蘇聯車載多管火箭砲上—特別是BM-21與其衍生型。

## 研制历史
苏联于1933年成立火箭研究所，研制陆军和空军使用的火箭弹。1938年，苏军的戰鬥机、攻擊机、轰炸机装备了82毫米、132毫米航空火箭弹，在诺门罕战役使用。1938年，火箭研究所改为苏联弹药人民委员会第3研究所，除航空火箭弹和多管火箭炮外，也研制喷射发动机、海军火箭、防空火箭等。但一直到苏德战争爆发，由于技术队伍有限，试验和生产基础薄弱，仅仅成功研制了航空火箭，其余武器项目均未取得结果。
1937-1938年的大肃反中研究所领导克莱梅诺夫、兰格马克被镇压，科罗廖夫、格卢什科入狱。苏军高层对火箭武器也缺乏长远规划。著名的BM-13“喀秋莎”火箭炮是1938年该所的劳动竞赛背景下，由科技人员提出来并研制成功。1938年10月，火箭炮车载实验开始进行，以吉斯-6载重卡车为平台，共有24条发射轨但只能做高度调整。在1939年4月，16管發射架并可以180度旋转的BM-13-16型样车试射成功，自行火箭炮技术日臻完善。1939年12月，BM-13火箭炮通过了靶场实弹试验，但是时任苏联弹药人民委员谢尔盖耶夫、国防人民委员伏罗希洛夫、国防副人民委员库利克、红军炮兵司令沃罗诺夫的分歧，BM-13火箭炮未能正式服役。
该火箭炮于1939年9月开始秘密的少量装备于苏联红军中以用于测试，其中有5辆火箭炮配属在塞瓦斯托波尔的海军岸防部队中试用。
蘇德戰爭爆发后，弹药人民委员会第3研究所更名为航空工业人民委员会第1研究所，从事喷射航空发动机的突击研制。二战苏军装备的BM-8轻型火箭炮、BM-13火箭炮、BM-31重型火箭炮均为战前产品。

## 武器規格

BM-13-16火箭炮等同16台自走砲密集射擊(注意此圖是利用了冷戰時期更著名的BM-21火箭炮和2S19 MSTA-S自行榴彈炮作為對比)
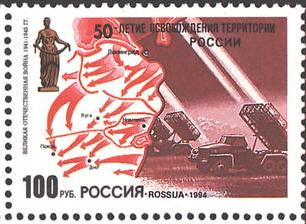
俄罗斯紀念郵票的BM-31重型火箭炮
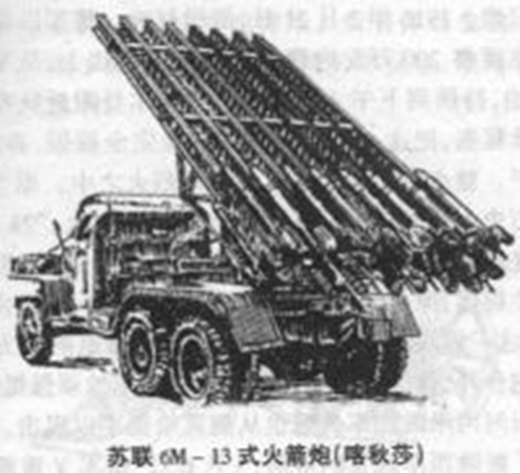
BM-13型

喀秋莎多管火箭炮的滑轨床共有8條發射滑軌，每條滑軌上下各懸掛一枚火箭彈，可發射口徑為132毫米的火箭彈16發，最大射程8.5公里，既可單射，也可部分連射，或者一次齊射。火箭弹的战斗部分的弹体内是TNT炸药，由于在发射时所承受的过载和应力远低于身管火炮，所以火箭弹的炸药装填系数高于普通炮弹，因而一枚132mm火箭弹的爆炸威力和一枚152mm榴弹相当。
药筒部分是由七根管状发射药筒组成。裝填一次齊射的彈藥約需5至10分鐘，一次齊射僅需7至10秒。運載車時速90公里每小时。該炮射擊火力兇猛，殺傷範圍大，轟炸範圍達8000平方公尺，是一種大面積消滅敵人密集部隊、壓制敵火力配系和摧毀敵防禦工事的有效武器。

## 经典战例

### 苏军使用
1939年5月9日，在诺门坎事件（俄方称哈拉哈河战役）中，苏联红军首次把使用延时引信的火箭弹投入了空战中测试。一位名叫波罗杰伊金的苏军王牌战斗机飞行员说在哈拉哈河战役中他驾驶战机使用火箭弹击落了10架日军轰炸机。1941年7月14日，苏军组建的第一个火箭炮连7辆BM-13向斯摩棱斯克州德国占领的Rudnya镇齐射。短时间内射出的一百多枚火箭弹致使驻守该地的德军第5步兵师损失惨重。由于炮击过于迅猛，德军当时以为遭到了一个苏军炮兵师的攻击。

### 上甘岭战役

#### 战役经过
上甘岭战役的第三阶段中，在包括喀秋莎火箭炮在内的100余门火炮的火力覆盖下，中國人民志愿军于10月30日将准备多日的反攻拉开序幕。这是中國人民志愿军在朝鲜战争开战以来进行的最大炮战。炮火准备之后，志愿军31师91团7个连，经激战夺取了597.9高地。其后5天，双方再次陷入拉锯战，并在猛烈炮火下，均付出重大伤亡。597.9高地争夺战以志愿军的慘胜告终。

#### 战役统计
按照《抗美援朝战史》记载，上甘岭战役于10月14日凌晨4时开始，参战部队为中国人民志愿军15军第45师3个团，15军29师87团，12军31师91/92/93团，和12军34师106团，使用67门高射炮掩护2个炮兵师共110门105毫米口径以上火炮以及2个营共24辆卡秋莎多管火箭炮参战，43天共发射炮弹40万发（含小口径火炮）。

## 流行文化

### 《少女與戰車》真理高中車輛
2012年推出的日本電視动画《少女与战车》（ガールズ&パンツァー）第8集中，真理学院的农娜與卡秋莎二位角色乘坐BM-13 多管火箭炮去见大洗队队员。

### 钢铁雄心4
在《钢铁雄心4》中玩家作为苏联研发手动火箭炮后可以研究1943年对应科技“火箭炮”，即BM-13 多管火箭炮。

### 世界征服者系列
在世界征服者系列中，⟪世界征服者2⟫、⟪世界征服者3⟫的苏联拥有“火箭炮”的炮兵单位，原型为BM-13 多管火箭炮。⟪世界征服者4⟫内苏联还有“超级火箭炮”。